# اللعبة (فلم 1978)
اللعبة هو فيلم كوميدي مصري من إنتاج عام 1978، بطولة عادل إمام وصفاء أبو السعود. وهو أول فيلم يخرجه ياسين إسماعيل ياسين

## قصة الفيلم
يحقق رجل الشرطة (زغلول) في مقتل السيدة الثرية إقبال زوجة (أحمد)، بالبحث يتضح أن لديهما طفلة اسمها (نونو) ترعاها (منى) إحدى قريبات إقبال، تطلب الطفلة من زغلول إحضار إحدى ألعابها، فيكتشف وجود جهاز تسجيل بداخل اللعبة، فيديره ليكتشف مفاجأة مذهلة.

## طاقم التمثيل
- عادل إمام
- صفاء أبو السعود
- محمد لطفي
- أحمد بدير
- سمير حسني
- نهى
- أحمد خميس
- محمود كامل
- علي قاعود
- عبد الفتاح السيد
- بولين
- حسن أنيس
- حسن توتالة
- حسن مصطفى
- صالح الإسكندراني

## فريق العمل
- إخراج: ياسين إسماعيل ياسين
- تأليف: ياسين إسماعيل ياسين
- إنتاج: محمد سماحة
- توزيع داخلي: أفلام سماحة
- توزيع خارجي: الشركة اللبنانية
- مدير التصوير: علي حسن

## وصلات خارجية
- مقالات تستعمل روابط فنية بلا صلة مع ويكي بيانات
- اللعبة على الدهليز
- اللعبة على كاروهات